# 가산면 (포천시)
가산면(加山面)은 경기도 포천시의 면이다.

## 개요
가산면은 포천시의 동남쪽에 위치하고 있으며, 동쪽으로는 내촌면과 경계하고 북쪽으로 군내면, 서쪽으로는 포천동, 남쪽으로는 소흘읍과 접해 있으며, 동남쪽으로는 수원산, 국사봉, 죽엽산의 연봉으로 둘러싸여 있다. 여맥의 일부가 면내로 뻗어 있으나 비교적 평지가 많고 예부터 ´영산´ 이라 일컬어진 평탄한 평야에 부채를 펴 세운 형상의 화봉산이 자리한다.

## 법정리
- 마산리(馬山里): 면 행정복지센터 소재지
- 마전리(麻田里)
- 방축리(坊築里)
- 정교리(鼎橋里)
- 우금리(友琴里)
- 감암리(甘岩里)
- 가산리(加山里)
- 금현리(金峴里)

## 교육
- 가산초등학교
- 정교초등학교
- 경북중학교

## 특산물
- 가산 꿀포도
- 해솔촌 쌀
- 왕궁병과

## 문화재
- 포천 금현리 지석묘 - 금현리 소재, 경기도 문화재자료 제47호
- 포천메나리 - 방축리, 경기도 무형문화재 제3535호

## 관광
- 포천메나리